# 확장기

초기 심실 이완기는 심방(분홍색으로 표시된 좌심방과 파란색으로 표시된 우심방)에서 약하게 수축하여 혈액이 심실로 채워지는 시기이며, 후기 심실 이완기에는 두 심방이 수축하기 시작하여(심방 수축기) 추가 혈액 흐름을 심실로 밀어 넣는다.

확장기(영어: diastole, /daɪˈæstəli/) 또는 이완기는 심장주기에서 심장 방들이 혈액으로 다시 채워지는 이완된 단계이다. 대조적인 단계는 심장 방들이 수축하는 수축기이다. 심방 이완기는 심방의 이완을, 심실 이완기는 심실의 이완을 의미한다.
영단어 diastole는 "확장"을 의미하는 그리스어 διαστολή (디아스톨레)에서 유래했으며, διά (디아, "떨어져") + στέλλειν (스텔레인, "보내다")의 합성어이다.

## 심장주기에서의 역할

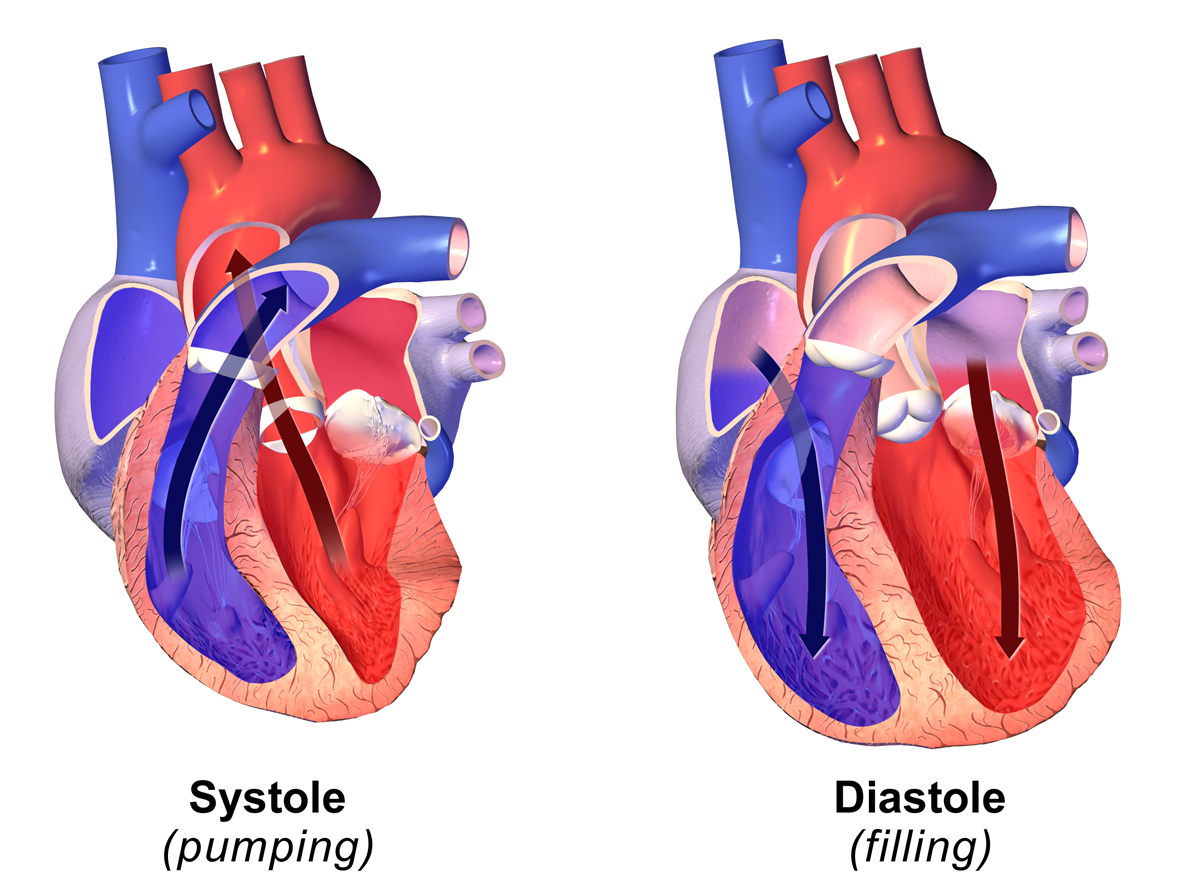

이완기 동안의 다양한 사건을 보여주는 위거스 다이어그램. 초기 심실 이완기—"등용적성 이완"으로 표시된 수직 막대를 참조—동안 각 심실의 압력(연한 파란색 선)은 수축기 동안 도달한 파고에서 빠르게 떨어지기 시작한다. 심실 압력이 심방 내 압력보다 낮아지면 방실판막(승모판과 삼첨판)이 열려 심방의 혈액량(빨간색 선)이 심실로 흘러 들어간다. 후기 심실 이완기에는 두 심방이 수축하기 시작하며(심방 수축기), 이로 인해 두 심방의 혈압이 증가하고 추가 혈액량이 심실로 밀려 들어간다. 이러한 심방 수축기의 시작을 심방 박동이라고 한다.

일반적인 심박수는 분당 75회이며, 이는 한 번의 심박동을 생성하는 심장주기가 1초 미만으로 지속됨을 의미한다. 심장주기는 심실 수축기(수축)에 0.3초—두 심실에서 모든 신체 시스템으로 혈액을 펌프질함; 그리고 이완기(확장)에 0.5초 동안 심장의 네 방을 다시 채우며, 총 0.8초가 소요된다.

### 초기 심실 이완기
초기 심실 이완기 동안, 두 심실의 압력은 수축기 동안 도달한 최고치에서 떨어지기 시작한다. 좌심실의 압력이 좌심방의 압력보다 낮아지면, 두 방 사이의 음압 차이(흡입)로 인해 승모판이 열린다. 열린 승모판은 심방(심방 이완기 동안 축적됨)의 혈액이 심실로 흐르게 한다(상단의 그림 참조). 마찬가지로, 동일한 현상이 삼첨판을 통해 우심실과 우심방에서도 동시에 일어난다.
심실 채우기 흐름(또는 심방에서 심실로의 흐름)은 심실 흡입으로 인한 초기(E) 이완기 구성 요소와 심방 수축기(A)에 의해 생성되는 후기 구성 요소를 갖는다. E/A 비는 진단 측정치로 사용되며, 그 감소는 이완기능 부전의 가능성을 나타내지만, 이는 다른 임상적 특성과 함께 사용되어야 하며 단독으로 사용되어서는 안 된다.

### 후기 심실 이완기
초기 이완기는 심방과 심실 방 사이의 흡인 메커니즘이다. 그 후, 후기 심실 이완기에는 두 심방 방이 수축하여(심방 수축기), 두 심방의 혈압이 증가하고 추가 혈액 흐름이 심실로 밀려 들어간다. 이러한 심방 수축기의 시작을 심방 박동이라고 한다. 위거스 다이어그램을 참조하라. 심방 박동은 더 많은 양의 흐름(심장주기 동안)을 제공하지 않는데, 이는 수집된 혈액량의 약 80퍼센트가 능동 흡입 기간 동안 심실로 흐르기 때문이다.

### 심방 이완기
심장주기 시작 시 심방과 심실은 동시에 이완 및 확장, 즉 이완기 상태에 접근하고 멀어진다. 심방은 우심방(상하대정맥에서)과 좌심방(폐에서)으로 돌아오는 별개의 혈액량으로 채워진다. 방압과 역압이 같아지면 승모판과 삼첨판이 열리고, 돌아온 혈액은 심방을 거쳐 심실로 흐른다. 심실이 대부분 채워지면 심방이 수축하기 시작하고(심방 수축기) 압력을 가하여 혈액을 심실로 밀어 넣는다. 이제 심실이 수축하기 시작하고, 심실 내 압력이 상승하면 승모판과 삼첨판이 닫히면서 청진기로 들을 수 있는 제1심음(S1)이 발생한다.
심실 내 압력이 계속 상승함에 따라 대동맥과 폐동맥의 "역압"을 초과한다. 반월판이라고 알려진 대동맥판과 폐동맥판이 열리고, 심장 내 혈액의 정해진 분획이 대동맥과 폐동맥으로 박출된다. 심장에서 혈액이 박출되는 것을 수축기라고 한다. 박출은 심실 내 압력을 감소시키고, 동시에 심방은 다시 채워지기 시작한다(심방 이완기). 마지막으로, 심실 내 압력이 대동맥과 폐동맥의 역압보다 낮아지면 반월판이 닫힌다. 이 판막의 닫힘은 제2심음(S2)을 발생시킨다. 그러면 심실은 이완하기 시작하고, 승모판과 삼첨판이 열리기 시작하며, 주기가 다시 시작된다.
요약하자면, 심실이 수축기에 수축할 때 심방은 이완되어 돌아오는 혈액을 모은다. 후기 이완기에 심실이 완전히 확장되면(영상에서 LVEDV 및 RVEDV로 이해됨), 심방은 수축하기 시작하여 혈액을 심실로 펌프질한다. 심방은 심실에 꾸준히 혈액을 공급하여 심실의 저장소 역할을 하고 이 펌프가 마르지 않도록 보장한다. 이러한 조화는 혈액이 효율적으로 전신에 펌프질되고 순환되도록 보장한다.

## 임상적 표기
혈압은 보통 수축기 혈압을 이완기 혈압 위에 표기하거나 빗금으로 구분하여, 예를 들어 120/80 mmHg로 나타낸다. 이 임상적 표기법은 분수나 비율을 나타내는 수학적 수치가 아니며, 분모 위에 분자를 표시하는 것도 아니다. 오히려 이는 관련된 두 가지 임상적으로 중요한 압력을 보여주는 의학적 표기법이다. 종종 그 뒤에 심박수의 분당 박동수라는 세 번째 값이 이어진다.
평균 혈압은 좌심실 보조 장치(LVAD) 및 혈액투석과 같이 박동성 혈류를 지속적인 혈류로 대체하는 특정 의료 개입을 받은 사람들에게 중요한 결정 요인이기도 하다.

## 진단적 가치
심장부하검사 중 이완 기능을 검사하는 것은 박출률 보존 심부전을 진단하는 좋은 방법이다.
성인의 혈압 분류:
| 혈압 분류     | 수축기 혈압 (mmHg) | 이완기 혈압 (mmHg) |
| ------------- | ------------------ | ------------------ |
| 최적          | <120               | 그리고 <80         |
| 고혈압 전단계 | 120–139            | 또는 80–89         |
| 1단계 고혈압  | 140–159            | 또는 90–99         |
| 2단계 고혈압  | ≥160               | 또는 ≥100          |

## 이완기능 저하의 영향
뇌성 나트륨 이뇨 펩티드(BNP)는 심실 근육세포(심실 근육 세포)에서 이완기 말에 분비되는 심장 신경호르몬이다. 이는 수축기 동안 심장근세포(심장 근육 세포)의 정상적 또는 아정상적(경우에 따라) 신장에 대한 반응으로 나타난다. BNP 수치 상승은 과도한 나트륨 이뇨 (소변으로 나트륨 배설) 및 심실 기능 저하, 특히 이완기 동안의 저하를 나타낸다. 증가된 BNP 농도는 이완기 심부전을 겪는 환자에게서 발견되었다.
손상된 이완기능은 심실근세포, 즉 심실의 순응도 감소로 인해 발생할 수 있으며, 이는 심장 근육이 채워지는 동안 필요한 만큼 늘어나지 않는다는 것을 의미한다. 이로 인해 확장기말 용적(EDV)이 감소하고, 프랑크-스탈링 법칙에 따라 감소된 EDV는 감소된 일회박출량으로 이어져 결국 감소된 심박출량을 초래한다. 시간이 지남에 따라 심박출량 감소는 혈액을 전신에 효율적으로 순환시키는 심장의 능력을 저하시킬 것이다. 심근의 순응도 저하는 노화의 자연스러운 결과이다.